# Université polytechnique de Corée
L'université polytechnique de Corée (hangeul : 한국공학대학교, Tech University of Korea) est une université privée située à Siheung à quelques dizaines de kilomètres d'Incheon et de Séoul en Corée du Sud.